# Paraisópolis (Minas Gerais)
Paraisópolis est une municipalité brésilienne de l'État du Minas Gerais et la Microrégion d'Itajubá.